# Пласко (торговый комплекс)
Пласко (перс. ساختمان پلاسکو‎) — семнадцатиэтажное здание в столице Ирана. В 1960-х годах Пласко был самым высоким зданием в этой стране. 19 января 2017 года здание обрушилось в результате пожара.

## История
В 1962 году в Тегеране был построен торговый комплекс Пласко при финансовом участии иранского бизнесмена еврейского происхождения Хабиба Элганяна. Торговый комплекс был назван в честь компании Элганяна по производству пластмассы. После окончания строительства, здание стало самым высоким зданием в Иране и считалось символом модернизации, проводимой властью шаха Мохаммеда Резы Пехлеви. В 1979 году в Иране произошла Исламская революция и Хабиб Элганян был казнён по решению нового руководства страны. Торговый комплекс Пласко был реквизирован Исламским правительством и передан Учреждению угнетенных и инвалидов (Mostazafan Foundation), которое связано с Корпусом Стражей Исламской революции. Mostazafan Foundation управлял зданием вплоть до его обрушения. До пожара 2017 года здание Пласко использовалось как жилое и коммерческое здание, на первом этаже находился крупный торговый центр, на верхних этажах располагался ресторан и несколько швейных мастерских.

## Обрушение
19 января 2017 года в 7.59 часов утра по местному времени на девятом этаже здания начался пожар. Внутри здания находились посетители, рабочие в швейных цехах и туристы. На место пожара прибыл пожарный расчет. Тушение пожара продолжалось несколько часов, посетители были эвакуированы. Во время тушения пожара произошло обрушение одной из стен здания, что привело к полному разрушению Пласко через несколько минут. По разным данным в результате обрушения здания погибло 16 пожарных. Великий аятолла Сеййид Али Хосейни Хаменеи в своей речи назвал пожарных героями и шахидами.